# مسابقات باشگاهی مکونگ
مسابقات باشگاهی تویوتا مکونگ یک رقابت باشگاهی آسه‌آن برای باشگاه‌های فوتبال مردان بود. پنج تیم به عنوان قهرمانان لیگ داخلی از کامبوج، لائوس، میانمار، تایلند و ویتنام وارد این مسابقات شدند.

## تاریخچه
در سال ۲۰۱۴، تویوتا موتور می‌خواست بازیکنان و هواداران مشتاق فوتبال را در کشورهای کنار رودخانه مکونگ: کامبوج، لائوس، میانمار و ویتنام پرورش دهد، بنابراین تویوتا اولین مسابقه را با نام مسابقات باشگاهی مکونگ آغاز کرد. اولین مسابقه در سال ۲۰۱۴ در بین دونگ، ویتنام با حضور چهار کشور برگزار شد. باشگاه فوتبال بکامکس بین دونگ اولین باشگاهی بود که قهرمان شد. دومین مسابقه در سال ۲۰۱۵ با پیوستن تایلند برگزار شد.

## جام

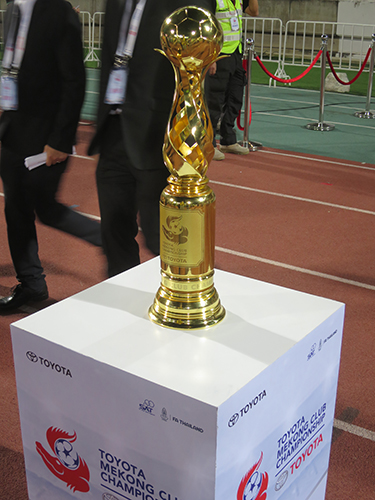
جام مسابقات باشگاهی مکونگ

## نتایج
| ۲۰۱۴ جزئیات | بکامکس بین دونگ       | ۴–۱     | آیه‌یاوادی یونایتد | پنوم پن کراون   | ۲–۰             | هوانگ آن اتاپیو |
| ۲۰۱۵ جزئیات | بوریرام یونایتد       | ۱–۰     | بوئنگ کت آنگکور   | بکامکس بین دونگ | بکامکس بین دونگ | بکامکس بین دونگ |
| ۲۰۱۶ جزئیات | بوریرام یونایتد       | ۰–۱ ۲–۰ | لانژانگ یونایتد   | بوئنگ کت آنگکور | بوئنگ کت آنگکور | بوئنگ کت آنگکور |
| ۲۰۱۶ جزئیات | در مجموع ۲–۱ برنده شد |         |                   | بوئنگ کت آنگکور | بوئنگ کت آنگکور | بوئنگ کت آنگکور |
| ۲۰۱۷ جزئیات | موانگتونگ یونایتد     | ۳–۱ ۴–۰ | سانا خان هوا      | لائو تویوتا     | لائو تویوتا     | لائو تویوتا     |
| ۲۰۱۷ جزئیات | در مجموع ۷–۱ برنده شد |         |                   | لائو تویوتا     | لائو تویوتا     | لائو تویوتا     |

## آمار

### عملکرد باشگاهی
| تیم               | قهرمانی        | نایب قهرمانی | مقام سومی |
| ----------------- | -------------- | ------------ | --------- |
| بوریرام یونایتد   | ۲ (۲۰۱۵, ۲۰۱۶) | –            | –         |
| بکامکس بین دونگ   | ۱ (۲۰۱۴)       | –            | ۱ (۲۰۱۵)  |
| موانگتونگ یونایتد | ۱ (۲۰۱۷)       | –            | –         |
| بوئنگ کت آنگکور   | –              | ۱ (۲۰۱۵)     | ۱ (۲۰۱۶)  |
| آیه‌یاوادی یونایتد | –              | ۱ (۲۰۱۴)     | –         |
| لانژانگ یونایتد   | –              | ۱ (۲۰۱۶)     | –         |
| سانا خان هوا      | –              | ۱ (۲۰۱۷)     | –         |
| پنوم پن کراون     | –              | –            | ۱ (۲۰۱۴)  |
| لائو تویوتا       | –              | –            | ۱ (۲۰۱۷)  |

### عملکرد کشوری
| کشور    | قهرمانی | نایب قهرمانی | مقام سومی |
| ------- | ------- | ------------ | --------- |
| تایلند  | ۳       | ۰            | ۰         |
| ویتنام  | ۱       | ۱            | ۱         |
| کامبوج  | ۰       | ۱            | ۲         |
| لائوس   | ۰       | ۱            | ۱         |
| میانمار | ۰       | ۱            | ۰         |